# Asphondylia dondiae
Asphondylia dondiae är en tvåvingeart som beskrevs av Ephraim Porter Felt 1918. Asphondylia dondiae ingår i släktet Asphondylia och familjen gallmyggor. Inga underarter finns listade i Catalogue of Life.